# La Danseuse rouge
Pour plus de détails, voir Fiche technique et Distribution.
La Danseuse rouge est un film français réalisé par Jean-Paul Paulin, sorti en 1937.

## Synopsis
Voir la fiche de Ciné-Ressources (lien externe ci-dessous).

## Fiche technique
- Titre : La Danseuse rouge
- Titre alternatif : La Chèvre aux pieds d'or
- Réalisateur : Jean-Paul Paulin
- Scénario : Jacques Constant, d'après le roman La Chèvre aux pieds d'or de Charles-Henry Hirsch
- Photographie : Henri Alekan et Nicolas Toporkoff
- Musique : Georges Auric et Édouard Flament
- Décors : Ivan Lochakoff
- Producteur : Pierre Chichério, pour Cinatlantica Films
- Distributeur : Télédis
- Pays :  France
- Format :  Son mono - 35 mm - Noir et blanc - 1,37:1
- Genre : Film dramatique
- Durée : 109 minutes
- Date de sortie : France : 21 mai 1937

## Distribution
| Rôles spécifiés - Véra Korène : Tania Golgorine - Maurice Escande : Ursac - Ludmilla Pitoëff : Sœur Gabrielle - Jean Worms : Maître Brégyl - Margo Lion : Dédée (une détenue) - Jean Fay : Serge - Jean Galland : Le docteur Karl - Jean Toulout : Le procureur Arnoux - Jean Martinelli : Frantz - Paul Amiot : Le commissaire | Rôles non-spécifiés - Charlotte Barbier-Krauss - Jacques Berlioz - Henri Bosc - Marfa Dhervilly - Jacques Erwin - Maxime Fabert - Ernest Ferny - Pierre Finaly - René Génin - Gerlatta | - Enrico Glori - Jeanne Helbling - Pierre Juvenet - Jeanne Marie-Laurent - Robert Moor - Georges Paulais - Robert Quinault - Jacques Roussel - Youca Troubetzkoï - André Varennes - Génia Vaury - Victor Vina |